# Tous les autres s'appellent Ali
Pour plus de détails, voir Fiche technique et Distribution.
Tous les autres s'appellent Ali (Angst essen Seele auf) est un drame allemand écrit et réalisé par Rainer Werner Fassbinder, sorti en 1974.

## Synopsis
Dans l'Allemagne divisée en deux des années 1970, un immigré marocain et une veuve allemande d'un certain âge tombent amoureux l'un de l'autre. Ils vivent ensemble pendant quelque temps, puis finissent par se marier pour régulariser leur situation. Ils sont quand même victimes des jalousies de tous ceux qui les entourent et du racisme au quotidien dans une société hostile aux immigrés. Cette situation s'améliore malgré tout avec le temps, mais d'autres problèmes au sein même du couple les attendent.

## Fiche technique
- Titre original : Angst essen Seele auf
- Titre francophone : Tous les autres s'appellent Ali
- Réalisation et scénario : Rainer Werner Fassbinder
- Langue originale : allemand, arabe
- Pays d'origine :  Allemagne de l'Ouest
- Durée : 93 minutes
- Dates de sortie :
  - Allemagne de l'Ouest : 5 mars 1974
  - États-Unis : 31 octobre 1974

## Distribution
- Brigitte Mira : Emmi Kurowski
- El Hedi ben Salem : Ali
- Barbara Valentin : Barbara
- Irm Hermann : Krista
- Rainer Werner Fassbinder : Eugen
- Karl Scheydt : Albert, un des enfants d'Emmi
- Elma Karlowa : Mlle Kargus
- Anita Bucher : Mlle Ellis
- Gusti Kreissl : Paula
- Doris Mattes : Mlle Angermeyer
- Margit Symo : Hedwig
- Katharina Herberg : fille du bar
- Lilo Pempeit : Mlle Munchmeyer

## Distinctions

### Récompenses
- Festival de Cannes 1974 : 
  - Prix FIPRESCI
  - Prix du Jury œcuménique

### Sélection
- Festival de Cannes 1974 : sélection officielle, en compétition